# Plaques de matrícula d'Àustria

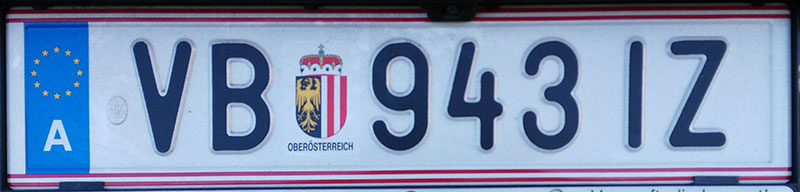
Placa de matrícula austríaca amb l'escut de l'estat d'Oberösterreich i el codi VB de Vöcklabruck.

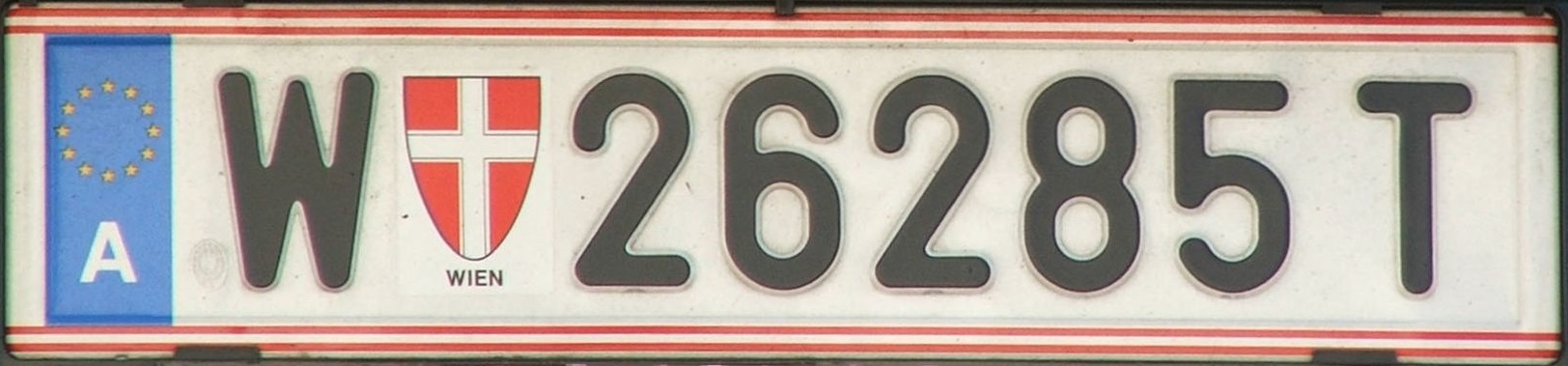
Matrícula amb la combinació màxima de 6 caràcters més 1 lletra de Viena (W).

Les plaques de matrícula dels vehicles d'Àustria es componen d'una o dues lletres corresponents al codi del districte seguides de l'escut de l'estat federal (Bundesländer) i una combinació alfanumèrica amb un mínim de 2 caràcters i un màxim de 6 (per exemple,  VB 123AB). Tots en color negre sobre un fons blanc. A la part superior i inferior de la placa, hi ha tres franges primes vermella-blanca-vermella (colors de la bandera austríaca).
Les dimensions i el format és el comú a la resta de plaques de la Unió Europea, pel que també porta la secció blava a l'extrem esquerre amb les estrelles en cercle de la UE i el codi del país, A.

## Tipografia
Les matrícules actuals, i des de la dècada de 1940 en endavant, han utilitzat una tipografia de pal sec o sans-serif basada en la DIN 1451 però amb finals de traç arrodonits, encara que les formes han anat canviat lleugerament els darrers anys. A banda dels finals de traç arrodonits altres diferències notables amb la norma DIN 1451 són:
- El número 7 sense pal a la part superior esquerra i molt lleugera curvatura al pal diagonal.
- La lletra J afegeix un pal travesser a la part superior que s'estén des de l'esquerra per tot l'ample del caràcter.

## Codificació

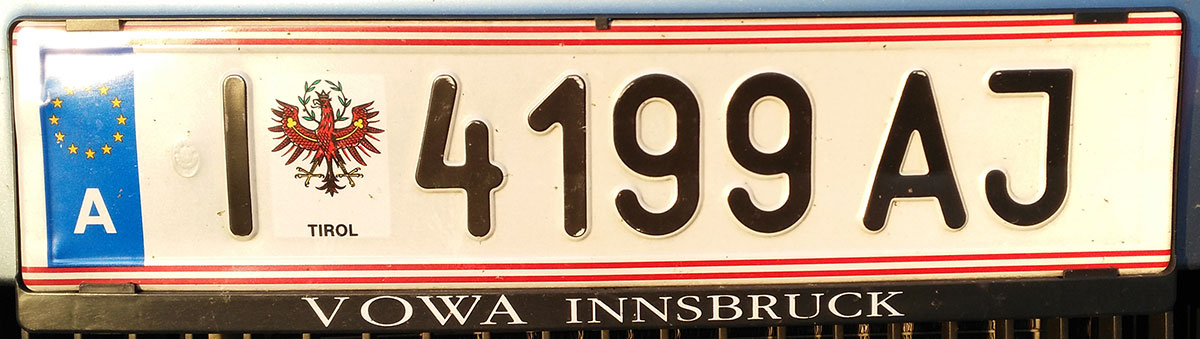
Matrícula amb el codi d'Innsbruck (I) i l'escut de l'estat del Tirol al qual pertany.

El codi d'identificació territorial, s'indica mitjançant un grup d'una o dues lletres a l'esquerra de la matrícula. Amb una sola lletra s'indiquen les capitals de l'estat federal i amb dues lletres els districtes, seguides de l'escut de l'estat al qual pertany la ciutat o el districte. Els vehicles oficials de l'estat austríac porten l'escut de la República d'Àustria.
Aquest article proporciona una llista amb els codis identificatius utilitzats a les plaques de matrícula austríaques.
Amb una sola lletra s'indiquen les capitals de l'estat federal (Bundesländer), mentre que amb dues lletres s'indiquen els districtes (urbans o rurals), i seguides de l'escut de l'estat federal al qual pertanyen.
| Codi | Districte                                                      | Estat federal | Notes                                                                                          |
| ---- | -------------------------------------------------------------- | ------------- | ---------------------------------------------------------------------------------------------- |
| A    | Òrgans suprems de la República.                                |               | Porten l'escut de la República                                                                 |
| AM   | Amstetten                                                      | Baixa Àustria |                                                                                                |
| B    | Bregenz                                                        | Vorarlberg    |                                                                                                |
| BA   | Bad Aussee                                                     | Estíria       | Eliminat el 2013 i reemplaçat pel codi LI (de Liezen).                                         |
| BB   | Ferrocarrils Federals Austríacs (Österreichische Bundesbahnen) |               | Eliminat. Actualment utilitzen el codi W (de Viena), ex. W ∇ 1234 BB i l'escut de la República |
| BD   | Servei d'autobusos (Bundesbahren)                              |               | Des del 2008 només per a Postbus. Porten l'escut de la República                               |
| BG   | Gendarmeria (Bundesgendarmerie)                                |               | Eliminat el 2005 per la fusió amb la policia federal.                                          |
| BH   | Exèrcit federal (Bundesheer)                                   |               | Porten l'escut de la República                                                                 |
| BL   | Bruck an der Leitha                                            | Baixa Àustria |                                                                                                |
| BM   | Bruck-Mürzzuschlag                                             | Estíria       | Fins al 2012 indicava el districte de Bruck an der Mur.                                        |
| BN   | Baden bei Wien                                                 | Baixa Àustria |                                                                                                |
| BP   | Policia federal (Bundespolizei)                                |               | Des del 2005 per a tots els vehicle de la policia. Porten l'escut de la República              |
| BR   | Braunau am Inn                                                 | Alta Àustria  |                                                                                                |
| BZ   | Bludenz                                                        | Vorarlberg    |                                                                                                |
| DL   | Deutschlandsberg                                               | Estíria       |                                                                                                |
| DO   | Dornbirn                                                       | Vorarlberg    |                                                                                                |
| E    | Eisenstadt (ciutat estatutària)                                | Burgenland    | També per a la ciutat estatutària de Rust                                                      |
| EF   | Eferding                                                       | Alta Àustria  |                                                                                                |
| EU   | Eisenstadt-Umgebung                                            | Burgenland    |                                                                                                |
| FB   | Feldbach                                                       | Estíria       | Reemplaçat el 2013 per SO                                                                      |
| FE   | Feldkirchen                                                    | Caríntia      |                                                                                                |
| FF   | Fürstenfeld                                                    | Estíria       | Reemplaçat el 2013 per HF                                                                      |
| FK   | Feldkirch                                                      | Vorarlberg    |                                                                                                |
| FR   | Freistadt                                                      | Alta Àustria  |                                                                                                |
| FV   | Administració de Finances (Finanzverwaltung)                   |               | Des del 2005 porten l'escut de la República                                                    |
| G    | Graz (ciutat estatutària)                                      | Estíria       |                                                                                                |
| GB   | Expositur Gröbming                                             | Estíria       | Subdistricte (de Liezen)                                                                       |
| GD   | Gmünd                                                          | Baixa Àustria |                                                                                                |
| GF   | Gänserndorf                                                    | Baixa Àustria |                                                                                                |
| GK   | Cos consular a                                                 | Estíria       |                                                                                                |
| GM   | Gmunden                                                        | Alta Àustria  |                                                                                                |
| GR   | Grieskirchen                                                   | Alta Àustria  |                                                                                                |
| GS   | Güssing                                                        | Burgenland    |                                                                                                |
| GU   | Graz-Umgebung                                                  | Estíria       |                                                                                                |
| HA   | Hallein                                                        | Salzburg      |                                                                                                |
| HB   | Hartberg                                                       | Estíria       | Reemplaçat el 2013 per HF                                                                      |
| HF   | Hartberg-Fürstenfeld                                           | Estíria       | Introduït el 2013                                                                              |
| HL   | Hollabrunn                                                     | Baixa Àustria |                                                                                                |
| HO   | Horn                                                           | Baixa Àustria |                                                                                                |
| I    | Innsbruck                                                      | Tirol         |                                                                                                |
| IL   | Innsbruck-Land                                                 | Tirol         |                                                                                                |
| IM   | Imst                                                           | Tirol         |                                                                                                |
| JE   | Jennersdorf                                                    | Burgenland    |                                                                                                |
| JO   | Sankt Johann im Pongau                                         | Salzburg      |                                                                                                |
| JU   | Judenburg                                                      | Estíria       |                                                                                                |
| JW   | Policia judicial (Justizwache)                                 |               | Porten l'escut de la República                                                                 |
| K    | Klagenfurt                                                     | Caríntia      |                                                                                                |
| KB   | Kitzbühel                                                      | Tirol         |                                                                                                |
| KI   | Kirchdorf an der Krems                                         | Alta Àustria  |                                                                                                |
| KF   | Knittelfeld                                                    | Estíria       | Reemplaçat el 2012 per MT                                                                      |
| KK   | Cos consular a                                                 | Caríntia      |                                                                                                |
| KL   | Klagenfurt-Land                                                | Caríntia      |                                                                                                |
| KO   | Korneuburg                                                     | Baixa Àustria |                                                                                                |
| KR   | Krems-Land                                                     | Baixa Àustria |                                                                                                |
| KS   | Krems an der Donau (ciutat estatutària)                        | Baixa Àustria |                                                                                                |
| KU   | Kufstein                                                       | Tirol         |                                                                                                |
| L    | Linz (ciutat estatutària)                                      | Alta Àustria  |                                                                                                |
| LA   | Landeck                                                        | Tirol         |                                                                                                |
| LB   | Leibnitz                                                       | Estíria       |                                                                                                |
| LE   | Leoben                                                         | Estíria       |                                                                                                |
| LF   | Lilienfeld                                                     | Baixa Àustria |                                                                                                |
| LI   | Liezen                                                         | Estíria       |                                                                                                |
| LL   | Linz-Land                                                      | Alta Àustria  |                                                                                                |
| LN   | Leoben                                                         | Estíria       |                                                                                                |
| LZ   | Lienz                                                          | Tirol         |                                                                                                |
| MA   | Mattersburg                                                    | Burgenland    |                                                                                                |
| MD   | Mödling                                                        | Baixa Àustria |                                                                                                |
| ME   | Melk                                                           | Baixa Àustria |                                                                                                |
| MI   | Mistelbach                                                     | Baixa Àustria |                                                                                                |
| MT   | Murtal                                                         | Estíria       | Introduït el 2012.                                                                             |
| MU   | Murau                                                          | Estíria       |                                                                                                |
| MZ   | Mürzzuschlag                                                   | Estíria       | Reemplaçat el 2012 per BM                                                                      |
| N    | Vehicles oficials a                                            | Baixa Àustria |                                                                                                |
| ND   | Neusiedl am See                                                | Burgenland    |                                                                                                |
| NK   | Neunkirchen                                                    | Baixa Àustria |                                                                                                |
| O    | Vehicles oficials a                                            | Alta Àustria  |                                                                                                |
| OP   | Oberpullendorf                                                 | Burgenland    |                                                                                                |
| OW   | Oberwart                                                       | Burgenland    |                                                                                                |
| P    | Sankt Pölten (ciutat estatutària)                              | Baixa Àustria |                                                                                                |
| PE   | Perg                                                           | Alta Àustria  |                                                                                                |
| PL   | Sankt Pölten-Land                                              | Baixa Àustria |                                                                                                |
| PT   | Servei postal (Österreichische Post)                           |               | Porten l'escut de la República                                                                 |
| RA   | Bad Radkersburg                                                | Estíria       |                                                                                                |
| RE   | Reutte                                                         | Tirol         |                                                                                                |
| RI   | Ried im Innkreis                                               | Alta Àustria  |                                                                                                |
| RO   | Rohrbach in Oberösterreich                                     | Alta Àustria  |                                                                                                |
| S    | Salzburg                                                       | Salzburg      |                                                                                                |
| SB   | Scheibbs                                                       | Baixa Àustria |                                                                                                |
| SD   | Schärding                                                      | Alta Àustria  |                                                                                                |
| SD   | Cos Diplomàtic a                                               | Salzburg      |                                                                                                |
| SE   | Steyr-Land                                                     | Alta Àustria  |                                                                                                |
| SK   | Cos consular a                                                 | Salzburg      |                                                                                                |
| SL   | Salzburg-Umgebung                                              | Salzburg      |                                                                                                |
| SP   | Spittal an der Drau                                            | Caríntia      |                                                                                                |
| SO   | Südoststeiermark                                               | Estíria       | Introduït el 2013                                                                              |
| SR   | Steyr                                                          | Alta Àustria  |                                                                                                |
| ST   | Vehicles oficials a                                            | Estíria       |                                                                                                |
| SV   | Sankt Veit an der Glan                                         | Caríntia      |                                                                                                |
| SW   | Schwechat                                                      | Baixa Àustria |                                                                                                |
| SZ   | Schwaz                                                         | Tirol         |                                                                                                |
| T    | Vehicles oficials a                                            | Tirol         |                                                                                                |
| TA   | Tamsweg                                                        | Salzburg      |                                                                                                |
| TD   | Cos diplomàtic a                                               | Tirol         |                                                                                                |
| TK   | Cos consular a                                                 | Tirol         |                                                                                                |
| TU   | Tulln an der Donau                                             | Baixa Àustria |                                                                                                |
| UU   | Urfahr-Umgebung                                                | Alta Àustria  |                                                                                                |
| V    | Vehicles oficials a                                            | Vorarlberg    |                                                                                                |
| VB   | Vöcklabruck                                                    | Alta Àustria  |                                                                                                |
| VD   | Cos diplomàtic a                                               | Vorarlberg    |                                                                                                |
| VI   | Villach (ciutat estatutària)                                   | Caríntia      |                                                                                                |
| VK   | Völkermarkt                                                    | Caríntia      |                                                                                                |
| VK   | Cos consular a                                                 | Vorarlberg    |                                                                                                |
| VL   | Villach-Land                                                   | Caríntia      |                                                                                                |
| VO   | Voitsberg                                                      | Estíria       |                                                                                                |
| W    | Viena (ciutat estatutària)                                     | Viena         |                                                                                                |
| WB   | Wiener Neustadt-Land                                           | Baixa Àustria |                                                                                                |
| WD   | Cos diplomàtic a                                               | Viena         |                                                                                                |
| WE   | Wels (ciutat estatutària)                                      | Alta Àustria  |                                                                                                |
| WL   | Wels-Land                                                      | Alta Àustria  |                                                                                                |
| WN   | Wiener Neustadt (ciutat estatutària)                           | Baixa Àustria |                                                                                                |
| WO   | Wolfsberg                                                      | Caríntia      |                                                                                                |
| WT   | Waidhofen an der Thaya                                         | Baixa Àustria |                                                                                                |
| WU   | Wien-Umgebung                                                  | Baixa Àustria | Reemplaçat el 2017 per BL, KO, PL, TU                                                          |
| WY   | Waidhofen an der Ybbs                                          | Baixa Àustria |                                                                                                |
| WZ   | Weiz                                                           | Estíria       |                                                                                                |
| ZE   | Zell am See                                                    | Salzburg      |                                                                                                |
| ZT   | Zwettl                                                         | Baixa Àustria |                                                                                                |
| ZW   | Duanes                                                         |               | Reemplaçat el 2005 per FV                                                                      |

## Altres tipus de matrícules

### Històriques
De 1990 a 2002 es varen utilitzar plaques idèntiques a les actuals, però sense la distintiva franja blava de la Unió Europea.

### Personalitzades
És possible obtenir una placa de matrícula personalitzada mitjançant un pagament.
El format ha de mantenir el codi de districte, l'escut de l'estat al qual pertany i una combinació alfanumèrica que és el que fa que es distingeixin de les matrícules normals (per exemple, JO+escut+RDI1). Aquí es pot provar el programa Arxivat 2014-10-13 a Wayback Machine. per personalitzar-se la matrícula